# مركز طوكيو لغارات ودمار الحرب
مركز طوكيو لغارات ودمار الحرب (باليابانية: 東京大空襲・戦災資料センター Tōkyō Daikūshū Sensai Shiryō Sentā) هو متحف في طوكيو باليابان يعرض معلومات وآثار قصف طوكيو Bombing of Tokyo أثناء الحرب العالمية الثانية. 
افتتح المعرض عام 2002 وجدد في عام 2005 بمناسبة الذكرى الستين للقصف. في عام 2012 أضاف المركز 700 صورة جديدة لم يسبق عرضها.

## اقرأ أيضاً
- الحرب العالمية الثانية